# Toki (Ukraina)

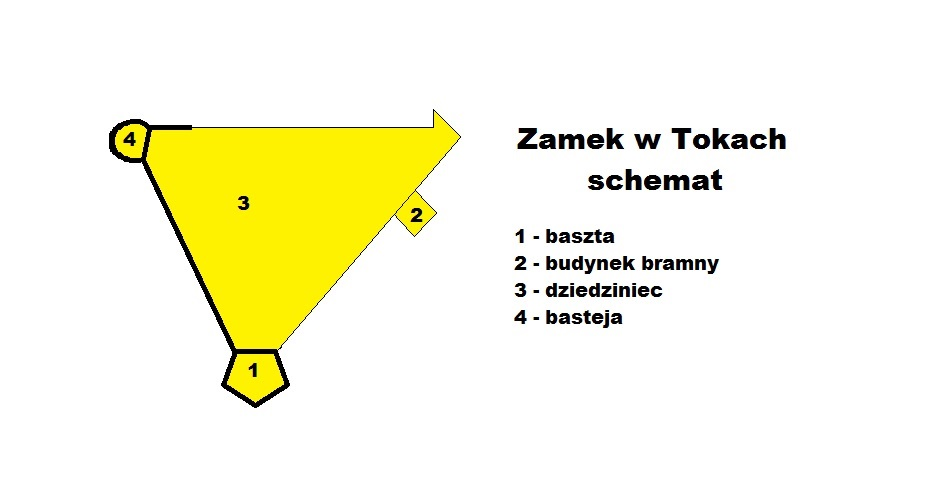
Zamek w Tokach. Schemat

Toki (ukr. Токи, Toky) – wieś w rejonie tarnopolskim obwodu tarnopolskiego Ukrainy, w pobliżu źródeł Zbrucza.

## Historia
Dawniej, do I rozbioru Polski w 1772 było to przedmieście położonego po obu brzegach Zbrucza, miasteczka Ożohowce (Ożygowce, Orzechowce), którego historia sięga XV wieku. W drugiej połowie XVI wieku nabyli je książęta Zbarascy. Pod koniec XVI wieku książę Janusz Zbaraski  na cyplu wyspy zbudował tutaj zamek na planie trójkąta z trzema basztami na rogach, otoczony moczarami Zbrucza. Wyspę łączyły z lądem grobla i most zwodzony. W 1631 r. Ożohowce przeszły na własność książąt Wiśniowieckich, w czyim posiadaniu pozostawały do wygaśnięcia rodu w pierwszej połowie XVIII wieku. W 1649 r. baszta zamkowego mostu zwodzonego przekształcona została na kościół parafialny. Po śmierci ks. Michała Serwacego Wiśniowieckiego, ostatniego z Wiśniowieckich Ożohowce przechodziły drogą spadku na Ogińskich, potem Wielhorskich. W 1766 cały klucz ożohowiecki sprzedany został Ignacemu Cetnerowi, potem odkupił go Jan Antoni Czarnecki, pod koniec czyjego życia I rozbiór Polski odciął od Ożohowiec przedmieście Toki, które znalazły się w granicach zaboru austriackiego. Po Czarneckich Toki odziedziczyli Matkowscy, następnie były własnością hr. Włodzimierza Dzieduszyckiego, przyrodnika, założyciela Muzeum Dziedzuszyckich we Lwowie. W 1900 dobra Toki były własnością Dornbachów.
W okresie II Rzeczypospolitej Toki leżały w powiecie zbaraskim województwa tarnopolskiego (od 1934 r. w gminie Koszlaki).
Stacjonowały tu jednostki graniczne Wojska Polskiego: we wrześniu 1921 w Tokach wystawiła placówkę 2 kompania 23 batalionu celnego, w październiku 1922 stacjonował sztab 3 kompanii 38 batalionu celnego, a po 1924 kompania graniczna KOP „Toki”.
W latach 1939–1945 nacjonaliści ukraińscy z OUN-UPA zamordowali tutaj 21 Polaków.
Do 2020 w rejonie podwołoczyskim.

## Zabytki
- ruiny zamku zbudowanego w XVI w. przez Zbaraskich, później należącego m.in. do Wiśniowieckich, zachowały się w pobliżu wsi.

## Urodzeni
- Jan Kazimierz Rubin (ur. 1909) – polski oficer
- Władysław Rubin (ur. 1917) – polski ksiądz katolicki, kardynał
- Jerzy Krechowicz (ur. 1937) – polski artysta malarz i grafik